# Tour de Kumano
El Tour de Kumano és una cursa ciclista per etapes que es disputa anualment pels voltants de Kumano, a la Prefectura de Mie, Japó. La cursa forma part de l'UCI Àsia Tour des del 2008, amb una categoria 2.2.

## Palmarès
| Any       | Vencedor                              | Segon                                 | Tercer                                |
| --------- | ------------------------------------- | ------------------------------------- | ------------------------------------- |
| 2008      | Miyataka Shimizu                      | Satoshi Hirose                        | Yukiya Arashiro                       |
| 2009      | Valentín Iglinski                     | Shinri Suzuki                         | Dmitri Fofónov                        |
| 2010      | Andrei Mizúrov                        | Takashi Miyazawa                      | Shinichi Fukushima                    |
| 2011      | Fortunato Baliani                     | Miguel Ángel Rubiano                  | Taiji Nishitani                       |
| 2012      | Fortunato Baliani                     | Julián Arredondo                      | Thomas Lebas                          |
| 2013      | Julián Arredondo                      | Fortunato Baliani                     | Nathan Earle                          |
| 2014      | Francisco Mancebo                     | José Vicente Toribio                  | Cameron Bayly                         |
| 2015      | Benjamí Prades                        | Ilià Gorodnitxev                      | Damien Monier                         |
| 2016      | Óscar Pujol                           | Benjamí Prades                        | Thomas Lebas                          |
| 2017      | José Vicente Toribio                  | Óscar Pujol                           | Marcos García                         |
| 2018      | Marc de Maar                          | Benjamin Dyball                       | Benjamí Prades                        |
| 2019      | Orluis Aular                          | Atsushi Oka                           | Youcef Reguigui                       |
| 2020-2021 | Anul·lada per la Pandèmia de Covid-19 | Anul·lada per la Pandèmia de Covid-19 | Anul·lada per la Pandèmia de Covid-19 |
| 2022      | Nathan Earle                          | Shoi Matsuda                          | Marino Kobayashi                      |
| 2023      | Atsushi Oka                           | Masaki Yamamoto                       | Jambaljamts Sainbayar                 |
| 2024      | Atsushi Oka                           | Merhawi Kudus                         | Masaki Yamamoto                       |
| 2025      | Mark Stewart                          | Mathias Bregnhøj                      | Atsushi Oka                           |